# Delfin (album)
Delfin – drugi album studyjny polskiego piosenkarza Krzysztofa Antkowiaka wydany w czerwcu 1997 roku przez Kompanię Muzyczną Pomaton EMI. Producentem albumu oraz autorem wszystkich zawartych na nim tekstów był Grzegorz Ciechowski. Album promowany był singlem "Ena" wydanym na płycie CD.

## Lista utworów[3]
1. Intro – 1:07
2. Delfin – 4:22
3. Ena – 4:24
4. Moje nowe prawo – 4:32
5. 5 minut z nią – 4:24
6. To stało się w Krakowie – 4:19
7. Opalona bossa – 4:03
8. Zakochany anioł – 4:15
9. Programuję cię – 3:51
10. Wyjedziemy do Afryki – 4:13
11. Napisy końcowe – 4:56

## Twórcy
- Krzysztof Antkowiak – śpiew, instrumenty klawiszowe, muzyka
- Grzegorz Ciechowski – słowa, produkcja
- Jacek Królik – gitara
- Artur Gronowski – bas
- John Michał Bujakiewicz – perkusja

- Włodzimierz Kowalczyk - realizacja nagrań
- Paweł Skura - realizacja nagrań, mix